# Kazimierz Alchimowicz
Kazimierz Alchimowicz (Dziembrów, 20 dicembre 1840 – Varsavia, 31 dicembre 1916) è stato un pittore polacco.

## Biografia
Inizialmente prima di dedicarsi alla pittura, iniziò la sua carriera lavorativa come amministratore immobiliare vicino a Kiev. A seguito della sua partecipazione all'Insurrezione di gennaio, venne condannato e confinato in Siberia per sei anni ai lavori forzati. Durante la detenzione, iniziò a disegnare e creare i primi dipinti. Nel 1869 dopo aver scontato la pena, si iscrisse a un corso di disegno a Varsavia tenuto da Wojciech Gerson sotto il patrocinio dall'Accademia Imperiale delle Arti. Durante questo periodo, ricevette due medaglie d'argento dall'Accademia. Dal 1873 al 1875 studiò arte negli studi di Alexander von Wagner a Monaco di Baviera.
Dal 1876 al 1878 si trasferì e visse a Parigi, dove espose alcune sue opere al Salon. Nella capitale francese lavorò anche come capo di uno studio a Fontainebleau dove dipinse porcellane, ma in seguito si dimise e tornò a Varsavia dove nel 1880 fondò un proprio studio. Nel 1890 insegnò disegno in una scuola privata gestita da Bronisława Poświkowa.
Morì a Varsavia nel 1916.